# 礼真琴
礼 真琴（れい まこと、12月2日 - ）は、元宝塚歌劇団星組トップスター。
東京都江戸川区、東海大学附属浦安高等学校出身。身長170cm。血液型O型。愛称は「まこっつあん」、「こと」、「こっちゃん」。

## 来歴
2007年、宝塚音楽学校入学。
2009年、音楽学校卒業後、宝塚歌劇団に95期生として首席入団。宙組公演「薔薇に降る雨／Amour それは…」で初舞台。その後、星組に配属。
若手時代から歌・ダンス・芝居と比類なき実力で注目を集め、2013年の「ロミオとジュリエット」で新人公演初主演。その後も3度に渡って新人公演主演を務める。
2014年の「かもめ」でバウホール公演初主演。同年の全国ツアー公演「風と共に去りぬ」では、ヒロインのスカーレット役に抜擢。
2015年、北翔海莉・妃海風トップコンビ大劇場お披露目となる「ガイズ&ドールズ」で、再び女役アデレイドを演じ、女役の大役が続く。
2016年の「鈴蘭」で2度目のバウホール公演主演。続く「こうもり／THE ENTERTAINER!」より、星組新3番手に昇格。
2017年、紅ゆずる・綺咲愛里トップコンビ大劇場お披露目となる「THE SCARLET PIMPERNEL」より、新生星組の2番手となる。続く「阿弖流為」（ドラマシティ・日本青年館公演）で、東上公演初主演。
2019年の「アルジェの男／ESTRELLAS」で全国ツアー公演初主演。同年10月14日付で星組トップスターに就任。入団11年目でのスピード就任、令和、そして95期から誕生した初のトップスターとなった。相手役に102期首席入団の舞空瞳を迎え、共に首席入団のトップコンビ誕生ともなった。同年の「ロックオペラ モーツァルト」（梅田芸術劇場・東京建物 Brillia HALL公演）で、トップコンビお披露目。
2021年、「柳生忍法帖／モアー・ダンディズム!」での演技が評価され、文化庁芸術祭賞の演劇部門新人賞を受賞。
2023年の「1789」を、体調不良により途中休演。代役は暁千星が務めた。
2024年、4か月の休養期間を経て、「RRR×TAKA"R"AZUKA〜√Bheem〜／VIOLETOPIA」より本格舞台復帰を果たす。同年12月1日付で舞空瞳が退団し、固定の相手役は不在となる予定。
2025年に現役タカラジェンヌとしては3人目となる日本武道館でのコンサートを開催することが発表された。
2025年8月10日、「阿修羅城の瞳／エスペラント！」東京公演千秋楽をもって、宝塚歌劇団を退団。

## 人物
父親は元サッカー日本代表の浅野哲也である。

## 宝塚歌劇団時代の主な舞台

### 初舞台
- 2009年4 - 5月、宙組『薔薇に降る雨』『Amour それは…』（宝塚大劇場のみ）

### 星組時代
- 2009年6 - 9月、『太王四神記 Ver.II』
- 2010年1 - 3月、『ハプスブルクの宝剣』 - 新人公演：侍従長ヨハン（本役：夏樹れい）／急使（本役：漣レイラ）／サムソン（本役：麻央侑希）『BOLERO』
- 2010年4 - 5月、『激情』『BOLERO』（全国ツアー）
- 2010年7 - 8月、『ロミオとジュリエット』（梅田芸術劇場・博多座） - 愛
- 2010年10 - 12月、『宝塚花の踊り絵巻』『愛と青春の旅だち』 - 新人公演：ウォルター（本役：如月蓮）
- 2011年1 - 2月、『メイちゃんの執事』（バウホール・日本青年館） - 大門
- 2011年4 - 7月、『ノバ・ボサ・ノバ』 - ビーナス、新人公演：ルーア神父（本役：涼紫央）『めぐり会いは再び』
- 2011年8 - 9月、『ノバ・ボサ・ノバ』 - ビーナス／代役：ボールソ（本役：壱城あずさ）[注釈 1]『めぐり会いは再び』 - シリウス（博多座・中日劇場）
- 2011年11 - 2012年2月、『オーシャンズ11』 - マイク、新人公演：ライナス・コールドウェル（本役：真風涼帆）
- 2012年3 - 4月、柚希礼音スペシャル・ライブ『REON!!』（ドラマシティ・日本青年館）
- 2012年5 - 8月、『ダンサ セレナータ』 - ミゲル、新人公演：アンジェロ（本役：十輝いりす）『Celebrity』
- 2012年9月、『琥珀色の雨にぬれて』 - ローラン『Celebrity』（全国ツアー）
- 2012年11 - 2013年2月、『宝塚ジャポニズム〜序破急〜』『めぐり会いは再び 2nd〜Star Bride〜』 - ルーチェ、新人公演：フォーマルハウト（本役：美稀千種）『Étoile de TAKARAZUKA（エトワール ド タカラヅカ）』 - ヴァルゴオムA／プティタミ、新人公演：エトワールオム（歌手）、ヴァルゴオムA（本役：十輝いりす）／アルデバラン（本役：真風涼帆）／スコルピオ、ロワ・ド・エトワール（本役：柚希礼音）
- 2013年3 - 4月、『宝塚ジャポニズム〜序破急〜』『怪盗楚留香（そりゅうこう）外伝-花盗人（はなぬすびと）-』 - 石繍雲『Étoile de TAKARAZUKA（エトワール ド タカラヅカ）』（中日劇場・台北国家戯劇院）
- 2013年5 - 8月、『ロミオとジュリエット』 - ベンヴォーリオ[注釈 2]／愛[注釈 3]、新人公演：ロミオ（本役：柚希礼音） 新人公演初主演[9][8]
- 2013年9 - 10月、柚希礼音スペシャル・ライブ『REON!!II』（東京国際フォーラム・博多座）
- 2014年1 - 3月、『眠らない男・ナポレオン-愛と栄光の涯（はて）に-』 - ウジェーヌ、新人公演：ナポレオン・ボナパルト（本役：柚希礼音） 新人公演主演[8]
- 2014年5 - 6月、『かもめ』（バウホール） - コンスタンチン・ガブリーロヴィチ・トレープレフ（コースチャ） バウ初主演[8][9]
- 2014年7 - 10月、『The Lost Glory -美しき幻影-』 - パット・ボローニャ、新人公演：イヴァーノ・リッチ（本役：柚希礼音）『パッショネイト宝塚!』
- 2014年11 - 12月、『風と共に去りぬ』（全国ツアー） - スカーレット 全国ツアーヒロイン[9][11]
- 2015年2 - 5月、『黒豹（くろひょう）の如（ごと）く』 - マルセリーノ・フェデリコ、新人公演：アントニオ・デ・オダリス伯爵（本役：柚希礼音）『Dear DIAMOND!!』 新人公演主演[10]
- 2015年6 - 7月、『大海賊』 - キッド『Amour それは…』（全国ツアー）
- 2015年8 - 11月、『ガイズ&ドールズ』 - アデレイド、新人公演：運転手（本役：天希ほまれ）[11]
- 2016年1月、『鈴蘭（ル・ミュゲ）-思い出の淵から見えるものは-』（バウホール） - リュシアン バウ主演[11]
- 2016年3 - 6月、『こうもり』 - アルフレード／開幕の紳士『THE ENTERTAINER!』
- 2016年7月、『One Voice』（バウホール）
- 2016年8 - 11月、『桜華に舞え』 - 八木永輝『ロマンス!! (Romance)』
- 2017年1月、『オーム・シャンティ・オーム-恋する輪廻-』（東京国際フォーラム） - ムケーシュ
- 2017年3 - 6月、『THE SCARLET PIMPERNEL（スカーレット ピンパーネル）』 - ショーヴラン[13]
- 2017年7 - 8月、『阿弖流為-ATERUI-』（ドラマシティ・日本青年館） - 阿弖流為 東上初主演[14][7]
- 2017年9 - 12月、『ベルリン、わが愛』 - エーリッヒ・ケストナー『Bouquet de TAKARAZUKA（ブーケ ド タカラヅカ）』
- 2018年4 - 7月、『ANOTHER WORLD』 - 徳三郎『Killer Rouge（キラー ルージュ）』
- 2018年8 - 11月、『Thunderbolt Fantasy（サンダーボルト ファンタジー）東離劍遊紀（とうりけんゆうき）』 - 捲殘雲（ケンサンウン）『Killer Rouge／星秀☆煌紅』（梅田芸術劇場・日本青年館・國家戯劇院・高雄市文化中心至徳堂）
- 2019年1 - 3月、『霧深きエルベのほとり』 - フロリアン・ザイデル『ESTRELLAS（エストレージャス）〜星たち〜』
- 2019年5月、『アルジェの男』 - ジュリアン・クレール『ESTRELLAS（エストレージャス）〜星たち〜』（全国ツアー） 全国ツアー初主演[9][7]
- 2019年7 - 10月、『GOD OF STARS -食聖-』 - リー・ロンロン／孫悟空『Éclair Brillant（エクレール ブリアン）』

### 星組トップスター時代
- 2019年11 - 12月、『ロックオペラ モーツァルト』（梅田芸術劇場・東京建物 Brillia HALL） - ヴォルフガング・アマデウス・モーツァルト トップお披露目公演[7][15]
- 2020年2 - 3月、『眩耀（げんよう）の谷〜舞い降りた新星〜』 - 丹礼真『Ray-星の光線-』（宝塚大劇場） 大劇場トップお披露目公演[15][1]
- 2020年7 - 9月、『眩耀（げんよう）の谷〜舞い降りた新星〜』 - 丹礼真『Ray-星の光線-』（東京宝塚劇場）
- 2020年11月、『エル・アルコン-鷹-』 - ティリアン・パーシモン『Ray-星の光線-』（梅田芸術劇場）[22][2]
- 2021年2 - 5月、『ロミオとジュリエット』 - ロミオ[22]
- 2021年7月、『VERDAD（ヴェルダッド）!!』（舞浜アンフィシアター）[23]
- 2021年9 - 12月、『柳生忍法帖』 - 柳生十兵衛『モアー・ダンディズム!』[24]
- 2022年2月、『王家に捧ぐ歌』（御園座） - ラダメス[25]
- 2022年4 - 7月、『めぐり会いは再び next generation-真夜中の依頼人（ミッドナイト・ガールフレンド）-』 - ルーチェ・ド・オルゴン『Gran Cantante（グラン カンタンテ）!!』[26]
- 2022年9月、『モンテ・クリスト伯』 - エドモン・ダンテス『Gran Cantante（グラン カンタンテ）!!』（全国ツアー）[27]
- 2022年11 - 2023年2月、『ディミトリ〜曙光に散る、紫の花〜』 - ディミトリ『JAGUAR BEAT-ジャガービート-』[28]
- 2023年3 - 4月、『Le Rouge et le Noir〜赤と黒〜』（ドラマシティ・日本青年館） - ジュリアン・ソレル[29]
- 2023年6 - 8月、『1789-バスティーユの恋人たち-』 - ロナン・マズリエ[注釈 4][30][17]
- 2024年1 - 4月、『RRR×TAKA"R"AZUKA〜√Bheem〜（アールアールアール バイ タカラヅカ〜ルートビーム〜）』 - コムラム・ビーム『VIOLETOPIA（ヴィオレトピア）』[18][19]
- 2024年5 - 6月、『BIG FISH（ビッグ・フィッシュ）』（東急シアターオーブ） - エドワード・ブルーム[31]
- 2024年8 - 12月、『記憶にございません!』 - 黒田啓介『Tiara Azul-Destino-（ティアラ・アスール ディスティーノ）』[32]
- 2025年1月、『ANTHEM-アンセム-』（日本武道館）[20][33]
- 2025年4 - 8月、『阿修羅城の瞳』 - 病葉出門『エスペラント！』 退団公演[34][35]

### 出演イベント
- 2011年9月、涼紫央ディナーショー『0〜LOVE〜』[36]
- 2011年12月、タカラヅカスペシャル2011『明日に架ける夢』[注釈 5]
- 2014年10月、『演劇人祭 特別篇』[注釈 6]
- 2014年12月、タカラヅカスペシャル2014『Thank you for 100 years』
- 2015年3月、夢咲ねねミュージック・サロン『N-style』[37]
- 2015年12月、タカラヅカスペシャル2015『New Century，Next Dream』
- 2016年10月、妃海風ミュージック・サロン『Princesa!!』[38]
- 2016年12月、タカラヅカスペシャル2016『Music Succession to Next』
- 2017年10月、第54回『宝塚舞踊会』[39]
- 2018年2月、礼真琴ディナーショー『MOMENT』 主演[40]
- 2018年12月、タカラヅカスペシャル2018『Say! Hey! Show Up!!』
- 2019年10月、第55回『宝塚舞踊会〜祝舞御代煌（いわいまうみよのきらめき）〜』[6][15]
- 2019年12月、タカラヅカスペシャル2019『Beautiful Harmony』[15]

## CM出演
- 2015年 - 2025年、菓匠三全『萩の月』[41]

## 受賞歴
- 2013年、『阪急すみれ会パンジー賞』 - 新人賞[42]
- 2014年、『宝塚歌劇団年度賞』 - 2013年度新人賞[43]
- 2017年、『宝塚歌劇団年度賞』 - 2016年度努力賞[44]
- 2020年、『阪急すみれ会パンジー賞』 - 男役賞[45]
- 2021年、第76回『文化庁芸術祭賞』 - 演劇部門新人賞[16]
- 2022年、『宝塚歌劇団年度賞』 - 2021年度優秀賞[46]